# Tổ hợp tên lửa Pantsir
Pantsir-S1 (tiếng Nga: Панцирь-С1, tên ký hiệu NATO SA-22 Greyhound) là một tổ hợp tên lửa - pháo phòng không, tổ hợp này có thể tiêu diệt các mục tiêu trong tầm thấp hoặc cự ly gần (bằng pháo phòng không và tên lửa) lẫn cả tầm trung (bằng tên lửa). Đây là một sản phẩm của KBP ở Tula, Nga. Tổ hợp này có thể được đặt trên khung gầm xe bánh xích hoặc bánh lốp, hoặc đặt trên các bệ, trụ cố định. Đây là một sự phát triển hơn nữa của tổ hợp 9M311 Tunguska SA-19/SA-N-11.

## Thiết kế
- Đây là tổ hợp phòng không có tầm tác chiến từ ngắn tới trung bình, đặt trên khung gầm xe bánh xích, bánh lốp hoặc các trụ, bệ đỡ cố định, tổ hợp này có kíp chiến đầu gồm 2 đến 3 người. Tổ hợp phòng không này gồm các khẩu pháo phòng không tự động và các tên lửa đất đối không, cùng với radar hoặc thiết bị quang học theo dõi mục tiêu và đài chỉ huy vô tuyến. Hiện tại đây được xem là tổ hợp pháo phòng không kết hợp với tên lửa bán chạy nhất thế giới và không có đối thủ trên thị trường vũ khí.
- Tổ hợp tên lửa - pháo phòng không này được sử dụng để bảo vệ các khu vực mục tiêu trọng yếu, các điểm dân cư và quân sự, đội hình đơn vị chiến đấu đang cơ động lên tới cỡ trung đoàn hoặc các tổ hợp phòng không khác như S-300/S-400. 
Các mục tiêu trên không mà tổ hợp này có thể tiêu diệt là các loại máy bay, trực thăng, máy bay không người lái, tên lửa hành trình và vũ khí dẫn đường chính xác không đối đất, với diện tích phản xạ radar nhỏ nhất là 2 cm² tới 3 cm², và tốc độ lớn nhất lên tới 1300 m/s, tổ hợp này có tầm bắn tối đa là 20 km và đạt trần bắn là 15 km ngay cả khi hệ thống đang di chuyển đây là cải tiến vượt trội so với hệ thống 9M311 Tunguska SA-19/SA-N-11.
Theo tuyên bố của nhà sản xuất KBP, tổ hợp này có thể tiêu diệt được cả máy bay tàng hình.

## Phiên bản hải quân
Tổ hợp Pantsir sẽ được trang bị cho tàu sân bay Nga Đô đốc Kuznetsov.

## Phát triển
Pantsir-S được bắt đầu phát triển vào năm 1990 nhằm thiết kế một tổ hợp hiện đại hơn tổ hợp tiền nhiệm Tunguska M1. Một nguyên mẫu được hoàn thành vào năm 1994 và được trưng bày tại triển lãm hàng không MAKS 1995. Các nghiên cứu phát triển sau đó đã bị ngừng lại do các vấn đề về kinh tế ở Nga. Phát triển cuối cùng của tổ hợp Pantsir-S1 được trình diễn tại UAE năm 2000. Công việc giao hàng cho UAE đã ngừng lại sau khi UAE và Phòng thiết kế công cụ KBP đồng ý thiết kế lại tổ hợp.

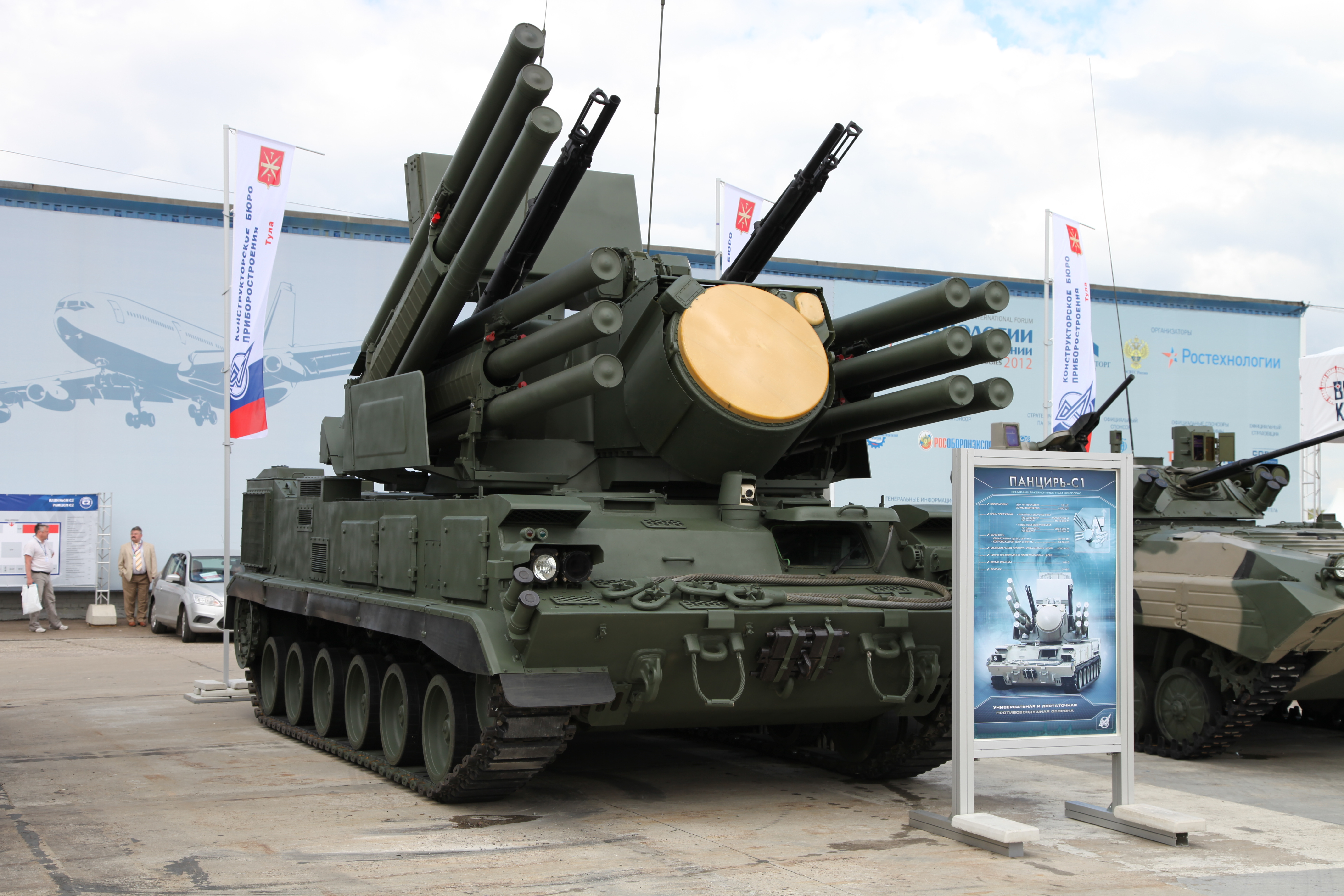
Pantsir-S1 trên hệ thống bánh xích

Một số nguồn tin cho rằng, mẫu thiết kế lại sẽ có tên gọi là Pantsir-S1-O hoặc Pantsir-S1E nhưng tất cả đều nhầm, KBP không đưa ra một biến thể riêng biệt nào như vậy vào tháng 8 năm 2007. Tổ hợp có hai radar mới, được tăng tầm, khả năng theo dõi nhiều mục tiêu trên không hơn, cũng như mục tiêu mặt đất và có một hệ thống IFF tích hợp. Trong cabin được trang bị hai màn đa năng LCD mới, thay thế các màn hình CRT cũ và có một hệ thống máy tính trung tâm mới rất lớn, tốc độ xử lý dữ liệu mạnh, nhằm giảm thời gian đáp ứng. Do ứng dụng các công nghệ mới, nên thể tích của tổ hợp sẽ giảm 1/3, trong khi đó trọng lượng giảm 1/2. Tổ hợp cũng được trang bị các loại tên lửa tăng cường (từ kiểu 57E6 tới kiểu 57E6-E có thể hoán đổi cho nhau) và pháo (từ kiểu 2A72 tới kiểu 2A38M).
Các cuộc thử nghiệm bắn đạn thật đã diễn ra vào tháng 6 năm 2006 tại trường bắn thử nghiệm Kapustin Yar, vùng Astrakhan, Nga. Các cuộc thử nghiệm cuối cùng trước khi giao hàng cho UAE được thực hiện vào tháng 5 năm 2007 cũng tại Kapustin Yar, gồm các bài thử nghiệm: hành quân 250 km tới một vị trí chưa chuẩn bị trước để hoàn thành một nhiệm vụ phòng không thông thường. Các thử nghiệm khác sẽ được diễn ra tại Các tiểu vưong quốc Ả rập thống nhất.

## Lịch sử chiến đấu

### Nội chiến Libya (2014-nay)
Trong nội chiến Libya, các tổ hợp Pantsir vận hành bởi lực lượng Khalifa Haftar (Quân đội quốc gia Libya) đã tiêu diệt hàng chục máy bay không người lái (UAV) hiện đại của Thổ Nhĩ Kỳ. Trong vòng 5 tháng, từ tháng 11/2019 tới tháng 3/2020, các tổ hợp Pantsir-S1 đã bắn hạ 16 chiếc máy bay không người lái hiện đại của Thổ Nhĩ Kỳ Tính từ tháng 4/2019 tới tháng 4/2020, quân đội Thổ Nhĩ Kỳ đã mất hơn 90 máy bay không người lái ở Libya; riêng trong tháng 4/2020, Quân đội Quốc gia Libya đã bắn hạ 13 chiếc UAV của Thổ Nhĩ Kỳ
Ngày 13 tháng 11 năm 2019, theo Bộ trưởng nội vụ Libya, 1 tổ hợp Pantsir vận hành bởi lực lượng Khalifa Haftar (Quân đội quốc gia Libya) bị tiêu diệt bởi không quân Libya. Đây là một trong số các tổ hợp được đặt hàng từ Nga bởi Các tiểu vương quốc Ả rập thống nhất, sau đó được vận chuyển sang Libya.
Ngày 15 tháng 5 năm 2020, trong một cuộc tấn công của lực lượng chính phủ vào căn căn cứ chiến lược Al-Watiya, phía tây nam Tripoli, 2 hệ thống Pantsir khác của lực lượng Khalifa Haftar bị tiêu diệt bởi máy bay không người lái, 1 hệ thống Pantsir khác bị tịch thu sau khi căn cứ này bị thất thủ.

### Nội chiến Syria (2011-nay)
Ngày 22 tháng 6 năm 2012, một máy bay trinh sát có người lái RF-4E của Thổ Nhĩ Kỳ trên đang bay vào vùng trời Syria và đã bị tổ hợp Pantsir-S1 hoặc ZSU-23-4 của Syria bắn rơi.
Ngày 27 tháng 12 năm 2017 xảy ra một cuộc tấn công gồm một số tên lửa nhằm vào sân bay Latakia và căn cứ Khmeimim. Hai trong số các tên lửa này đã bị đánh chặn bởi Pantsir.
Đêm ngày 5 tháng 1 năm 2018, 13 máy bay không người lái tự chế tiếp tục tấn công vào căn cứ Khmeimim, 7 trong số đó đã bị Pantsir bắn hạ.
Ngày 14 tháng 4 năm 2018, liên quân Anh - Pháp - Hoa Kỳ mở một cuộc tấn công bao gồm 103 tên lửa không đối đất và tên lửa hành trình nhằm vào 8 vị trí của Syria. Quân đội Syria tuyên bố 25 đạn tên lửa được phóng đi từ các tổ hợp Pantsir-S1 đã diệt 23 tên lửa tấn công. Tuy nhiên Bộ Quốc phòng Hoa Kỳ nói rằng không có tên lửa hành trình nào bị đánh chặn.
Ngày 10 tháng 5 năm 2018, một số phương tiện truyền thông Israel công bố một số hình ảnh về lực lượng không quân nước này tấn công vào một hệ thống Pantsir-S1 của Syria.
Trong quá trình tham chiến tại Syria, sân bay quân sự Khmeimim (nơi Nga đặt máy bay chiến đấu) đã hứng chịu rất nhiều vụ tấn công bằng máy bay không người lái (UAV) và pháo phản lực phóng loạt của quân nổi dậy, nhưng tất cả đều bị phòng không Nga (trang bị hệ thống phòng không tầm ngắn-trung Pantsir-S1 và Tor-M2U) đánh chặn. Ngày 6 tháng 5 năm 2019, căn cứ không quân Khmeimim đã hai lần bị tấn công bằng pháo phản lực phóng loạt. Thông tấn xã Liên bang Nga TASS đưa tin rằng các hệ thống Pantsir và Tor-M1 đã đánh chặn toàn bộ 27 quả rocket trong đợt tấn công này.
Phát ngôn viên Bộ Quốc phòng Nga, Thiếu tướng Igor Konashenkov cho biết: tính đến 27 tháng 9 năm 2019, 118 máy bay không người lái tự chế đã bị phá hủy trong 2 năm qua. Riêng từ tháng 1 năm 2019 đến tháng 9 năm 2019, có 58 chiếc máy bay không người lái đã bị phòng không Nga phá hủy, ngoài ra còn có thêm 27 quả đạn pháo bị tiêu diệt bởi 31 quả đạn tên lửa từ hệ thống Pantsir-S1 và Tor.
Trong các cuộc tấn công vào Syria vào tháng 2 năm 2020, không quân Thổ Nhĩ Kỳ tuyên bố rằng họ đã tiêu diệt một số hệ thống phòng không Buk-M1-2 và Pantsir. Tuy nhiên ngày 10 tháng 3 năm 2020, hãng thông tấn Liên bang Nga TASS dẫn Bộ Quốc Phòng nước này xác nhận chỉ có 2 hệ thống Pantsir-S1 bị hư hại và có thể sửa chữa.

## Quốc gia sử dụng
- Algérie: ước tính nước này đã mua 38 hệ thống Pantsir-S1 trên khung gầm Kamaz trong hợp đồng trị giá 8 tỷ Đôla Mỹ ký năm 2006.
- Jordan:
- Nga: Nhiều hệ thống đang phục vụ trong Không quân Nga.
- Syria: 36 tới 50 hệ thống đã được đặt hàng.
- Iran: 10 hệ thống được cho là qua nước thứ ba là Syria.
- UAE: